# 찰스 미들턴
찰스 미들턴(Charles Middleton, 1874년 10월 3일 ~ 1949년 4월 22일)은 미국의 연극 배우, 영화배우이다.

## 영화
- 미스터 브랜딩스 (1948년)
- 웰컴 스트레인저 (1947년)
- 살인자들 (1946년)
- 키스밋(영어판) (1944년)
- 배트맨 (1943년)
- 싱 유어 워리스 어웨이 (1942년)
- 셰퍼드 오브 더 힐 (1941년)
- 요크 상사 (1941년)
- 버지니아 시티 (1940년) - 제퍼슨 데이비스 역
- 채드 한나 (1940년)
- 분노의 포도 (1940년)
- 엘리게이니 폭동 (1939년)
- 무법자 제시 제임스 (1939년)
- 딕 트레이시 리턴즈 (1938년)
- 플래시 고든의 화성 여행 (1938년)
- 켄터키 (1938년)
- 트레일 오브 더 론섬 파인 (1936년)
- 쇼 보트 (1936년)
- 라모나 (1936년)
- 플래쉬 고든 (1936년)
- 플래쉬 고든 (1936년)
- 굽이도는 증기선 (1935년)
- 렉클리스 (1935년)
- 라스트 라운드업 (1934년)
- 더 월드 체인지 (1933년)
- 선셋 패스 (1933년)
- 닥터 불 (1933년)
- 식은 죽 먹기 (1933년)
- 하이 프레셔 (1932년) - 미스터 뱅스 역
- 나는 탈옥수 (1932년)
- 세이프 인 헬 (1931년)
- 맨하튼 퍼레이드 (1931년)
- 펄미 데이즈 (1931년)